# Eugene Houdry

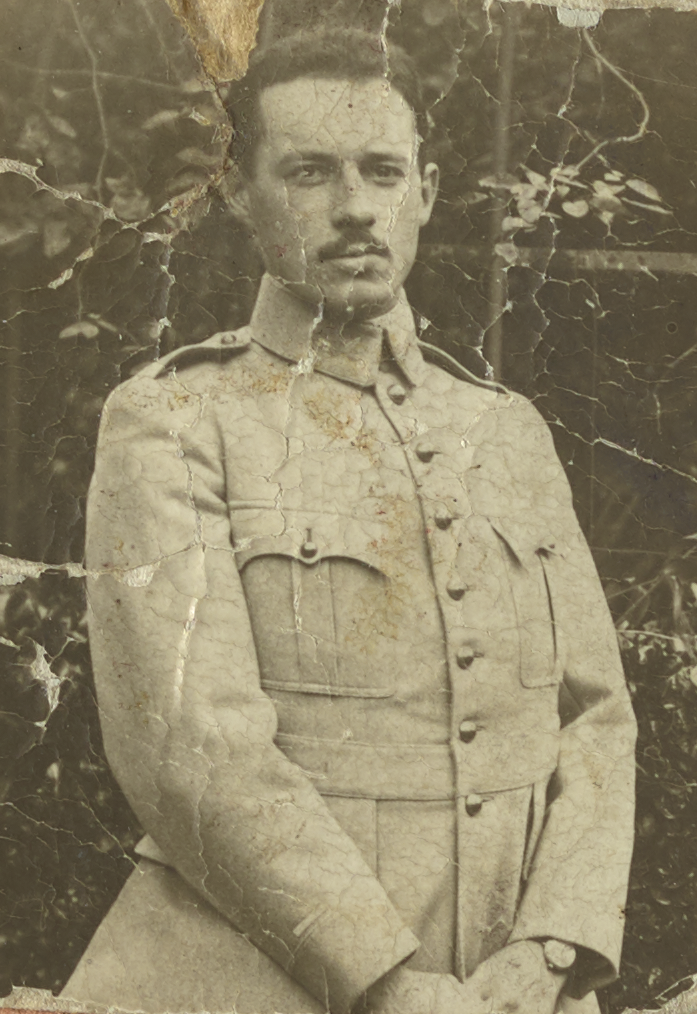
Eugene Houdry

Eugène Jules Houdry (Domont, 18 april 1892 - 18 juli 1962) was een Franse ingenieur die een proces ontwikkelde voor het katalytisch kraken van aardolie. Houdry was een gedecoreerde veteraan van de Eerste Wereldoorlog en verrichtte in Frankrijk pionierswerk in de ontwikkeling van de productie van benzine in de jaren 1920. Hij ontwikkelde het katalytisch proces voor de productie van hoogoctaan benzine. In 1930 emigreerde hij naar de Verenigde Staten en commercialiseerde er met succes zijn proces. Dit gaf de geallieerden een voorsprong in de luchtvaart tijdens de Tweede Wereldoorlog.
Houdry speelde ook een belangrijke rol bij de ondersteuning van generaal de Gaulle's Vrije Franse Strijdkrachten tijdens de oorlog. Tijdens zijn leven werden hem meer dan 100 patenten van uitvindingen verleend, waaronder de katalysator voor autouitlaten en andere apparaten om verontreiniging te verminderen. Houdry werd in 1990 opgenomen in de National Inventors Hall of Fame.
De Eugene J. Houdry Award die sinds 1971 door de North American Catalysis Society wordt uitgereikt, is naar hem vernoemd.